# Litovel
Litovel (pronunție în cehă [ˈlɪtovɛl]; în germană Littau) este un oraș și o comună din districtul Olomouc din regiunea Olomouc din Cehia. Are o populație de aproximativ 9.700 de locuitori. Centrul istoric al orașului este bine conservat și este protejat prin lege ca zonă de monument urban.
Obiectivul turistic principal al pieței orașului Litovel este primăria cu turnul înalt de 65 metri (213 ft).

## Diviziuni administrative
Litovel este format din 11 diviziuni administrative (în paranteze populația conform recensământului din 2021):
- Litovel (6.910)
- Březové (205)
- Chudobín (213)
- Myslechovice (394)
- Nasobůrky (438)
- Nová Ves (204)
- Rozvadovice (243)
- Savín (129)
- Tři Dvory (254)
- Unčovice (378)
- Víska (91)

## Geografie
Litovel se află la aproximativ 16 kilometri (10 mi) nord-vest de Olomouc. S-a dezvoltat într-un peisaj agricol plat din zona joasă a Văii Morava de Sus. Cel mai înalt punct al său este dealul Šumina aflat la 418 metri (1.371 ft) deasupra nivelului mării. Râul Morava și șase brațe ale acestuia curg prin oraș, ceea ce i-a adus supranumele de „Veneția Moravă”.
Partea de nord a teritoriului comunei se află în Aria peisagistică protejată Litovelské Pomoraví, numită după oraș.

## Istorie

Harta orașului Litovel (c. 1760)

Prima mențiune scrisă despre Litovel datează din anul 1287, documentele mai vechi fiind considerate a fi falsuri. Orașul a fost fondat între 1252 și 1256 de regele Ottokar al II-lea.
În 1327, regele Ioan al Boemiei a permis orașului ca să construiască ziduri. Orașul regal s-a dezvoltat până la declanșarea Războaielor Husite. După război, Litovel a cerut să-i fie desemnat un protector și a intrat astfel sub protecția familiei Vlašim din Úsov⁠(d). În secolul al XVI-lea, domnii de Boskovice⁠(d) au preluat stăpânirea asupra lui Úsov, iar Litovel a devenit astfel proprietatea lor și și-a pierdut statutul de oraș regal.
La începutul secolului al XVII-lea, Litovel a fost achiziționat de Casa de Liechtenstein și și-a pierdut semnificația. Orașul a fost afectat apoi și de Războiul de Treizeci de Ani (în timpul căruia a fost jefuit de armata suedeză) și de epidemiile de ciumă.
În 1850, Litovel a devenit oraș centru de district și a început să se dezvolte odată cu afluxul de locuitori din împrejurimi. Populația cehă a început să depășească pe cea germană, iar orașul a devenit un centru al culturii și educației cehe.
La începutul secolului al XX-lea, comerțul și industria au început să se dezvolte rapid și s-au construit fabrici noi de prelucrare a produselor agricole.

## Economie

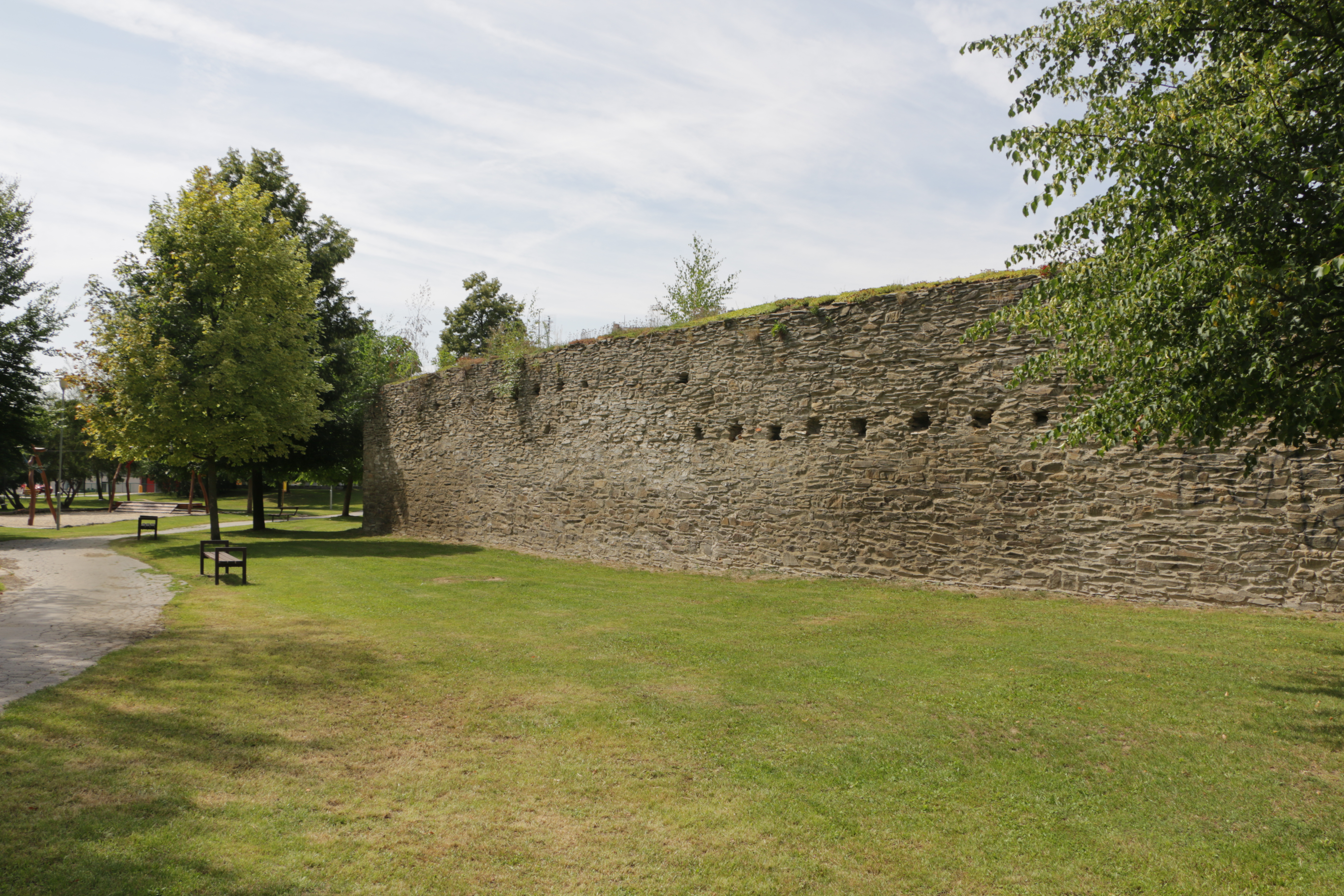
Un parc cu o parte din zidurile orașului

Comuna Litovel este cunoscută mai ales pentru industria sa alimentară. În satul Tři Dvory se află o fabrică Adriana, un producător de paste, și Brazzale, o companie producătoare de brânză care are aici una dintre cele mai mari fabrici de producție de brânză tare din lume.
Litovel este cunoscută și pentru fabrica sa de bere. Tradiția producerii berii în comună a început în anul 1297.
Plăci turnante și echipamente audio marca Pro-Ject⁠(d) sunt fabricate în Litovel.

## Transporturi
Autostrada D35 (parte a drumului european E442) de la Olomouc spre regiunea Hradec Králové străbate orașul.
Litovel se află pe linia de cale ferată Prostějov⁠(d) – Červenka. Orașul este deservit de trei gări: Litovel, Litovel město și Litovel předměstí.

## Obiective turistice

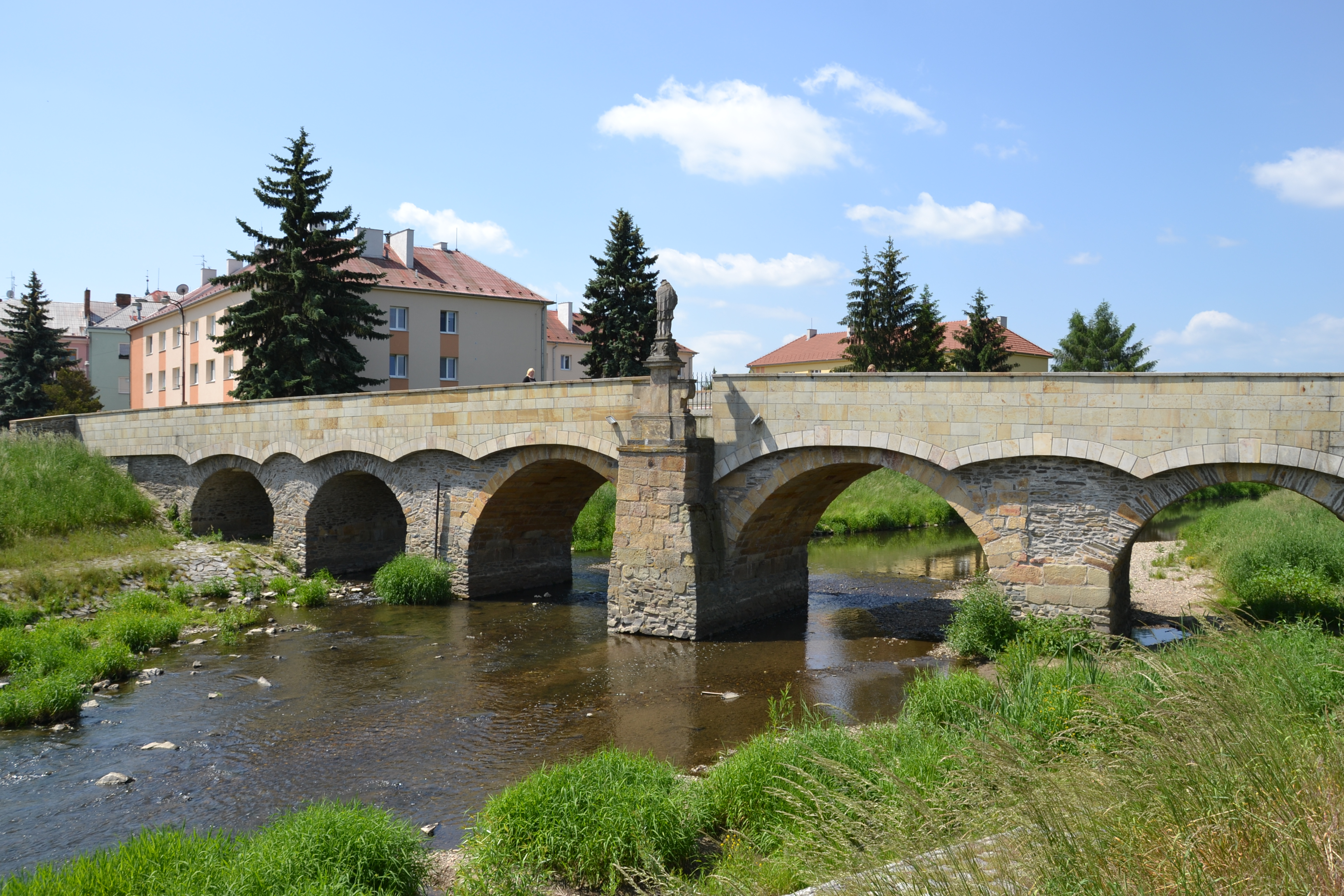
Podul Sfântului Ioan

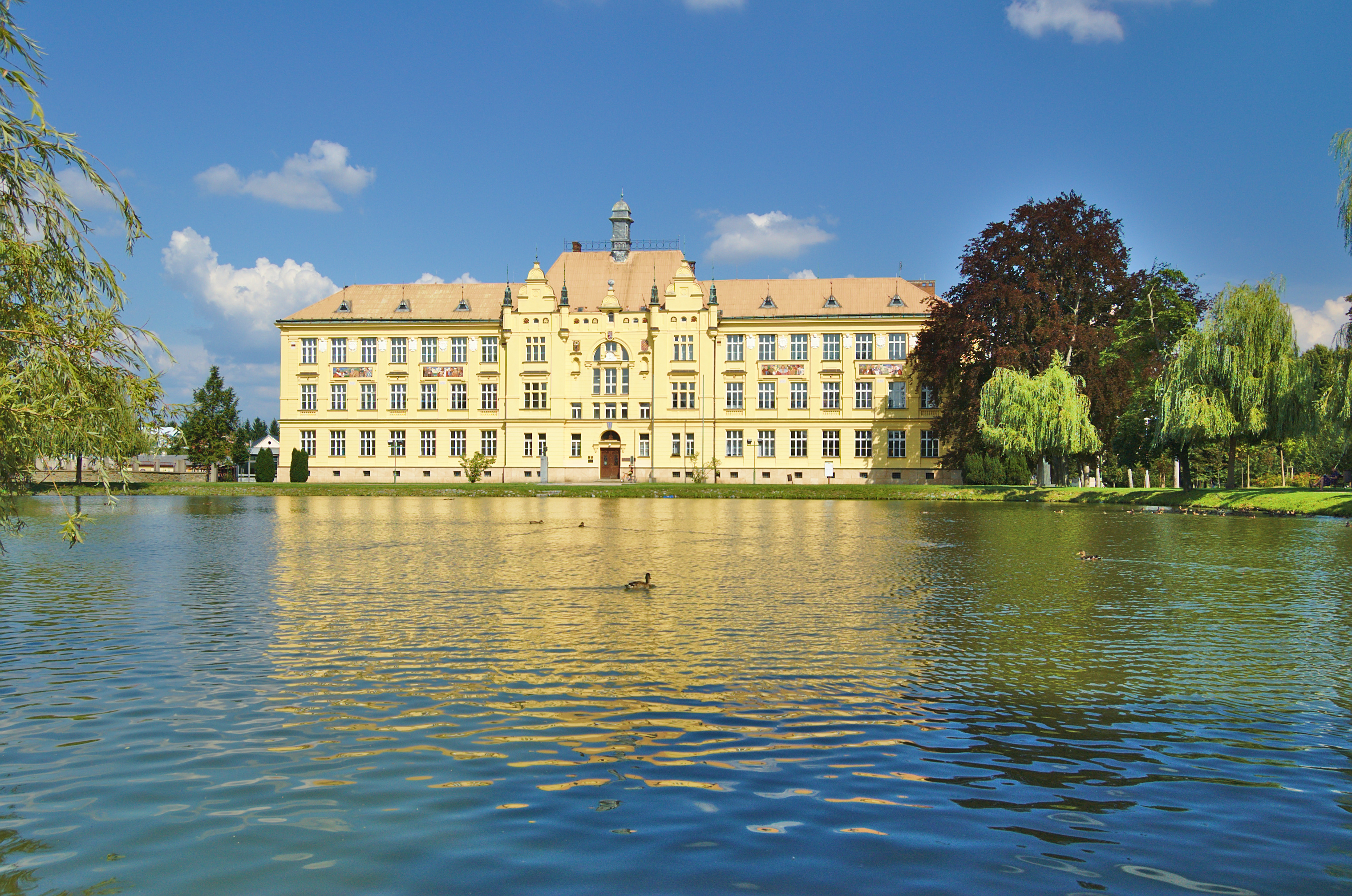
Gimnaziul

Centrul istoric al orașului a fost delimitat de Morava și ramurile sale și de zidurile orașului, din care s-au păstrat vestigii. Obiectivul turistic principal al pieței orașului este primăria. Inițial a fost un conac care a fost vândut orașului în 1557. A fost reconstruit în 1572 și în stil baroc modificat în 1724. Turnul primăriei, înalt de 65 metri (213 ft), a fost construit chiar peste Nečíz, unul dintre numeroasele ramuri ale Moravei care trece pe sub piață.
Piața orașului este mărginită de case burgheze bine conservate. O coloană a ciumei⁠(d) a fost ridicată în mijlocul pieței. Aceasta a fost construită în 1724.
Podul Sfântului Ioan (în cehă Svatojánský most) este un pod din piatră ridicat peste râul Morava. A fost construit în 1592 și este al treilea cel mai vechi pod din Cehia (și cel mai vechi pod de piatră din Moravia).
O clădire notabilă este Gimnaziul Jan Opletal. Clădirea școlii neorenascentiste, numită după studentul la medicină rănit mortal de naziști, Jan Opletal⁠(d), a fost construită în 1901 și este decorată cu patru mozaicuri din ceramică create de Jano Köhler⁠(d), care arată scene din istoria orașului.
Biserica Sfinții Filip și Iacob este probabil cea mai veche biserică din Litovel. Existența sa a fost menționată prima oară în anul 1342. A fost complet reconstruită în stil baroc timpuriu între 1692–1694.
Biserica Sfântul Marcu a fost inițial o biserică gotică, menționată prima oară tot în anul 1342. Reconstrucția sa extinsă în stil renascentist a avut loc în 1529–1532. După Războiul de Treizeci de Ani, biserica a fost modificat în stil baroc.

## Persoane notabile
- Gustav Tschermak von Seysenegg⁠(d) (1836–1927), mineralog austriac
- Karl Kostersitz von Marenhorst⁠(d) (1839–1897), general austro-ungar
- Marija Ružička Strozzi⁠(d) (1850–1937), actriță croată[25]
- Hans Temple⁠(d) (1857–1931), pictor ceho-austriac
- Gustav Frištenský⁠(d) (1879–1957), om puternic și luptător; a trăit și a murit aici
- Henry Kulka⁠(d) (1900–1971), arhitect ceh-neo-zeelandez
- Jan Čep⁠(d) (1902–1974), scriitor și traducător ceh
- Přemysl Krbec⁠(d) (1940–2021), gimnastă

## Orașe înfrățite
Litovel este înfrățit cu:
- Littau (Lucerne), Elveția
- Revúca, Slovacia
- Wieliczka⁠(d), Polonia